# Кошаркашка репрезентација Италије
Кошаркашка репрезентација Италије је кошаркашки тим који представља Италију на међународним такмичењима и под контролом је Кошаркашког савеза Италије.
Италија је освојила две златне, четири сребрне и четири бронзане медаље на Европским првенствима, као и две сребрне на Олимпијским играма.

## Резултати репрезентације

### Олимпијске игре(13)
| Година | Домет                   | Позиција              |
| ------ | ----------------------- | --------------------- |
| 1936.  | Четвртфинале            | 7.                    |
| 1948.  | Класификациона фаза     | 17.                   |
| 1952.  | ?                       | 17.                   |
| 1956.  | Није се квалификовала   | Није се квалификовала |
| 1960.  | Завршна фаза            | 4.                    |
| 1964.  | Утакмица за 5. место    | 5.                    |
| 1968.  | Утакмица за 7. место    | 8.                    |
| 1972.  | Утакмица за треће место | 4.                    |
| 1976.  | Прва фаза               | 5.                    |
| 1980.  | Финале                  |                       |
| 1984.  | Четвртфинале            | 5.                    |
| 1988.  | Није се квалификовала   | Није се квалификовала |
| 1992.  | Није се квалификовала   | Није се квалификовала |
| 1996.  | Није се квалификовала   | Није се квалификовала |
| 2000.  | Четвртфинале            | 5.                    |
| 2004.  | Финале                  |                       |
| 2008.  | Није се квалификовала   | Није се квалификовала |
| 2012.  | Није се квалификовала   | Није се квалификовала |
| 2016.  | Није се квалификовала   | Није се квалификовала |

### Светска првенства(10)
| Година | Домет                | Ут.              | Доб.             | Изг.             | Позиција         |
| ------ | -------------------- | ---------------- | ---------------- | ---------------- | ---------------- |
| 1950.  | Није учествовала     | Није учествовала | Није учествовала | Није учествовала | Није учествовала |
| 1954.  | Није учествовала     | Није учествовала | Није учествовала | Није учествовала | Није учествовала |
| 1959.  | Није учествовала     | Није учествовала | Није учествовала | Није учествовала | Није учествовала |
| 1963.  | Завршна фаза         | 9                | 2                | 7                | 7.               |
| 1967.  | Класификациона фаза  | 8                | 4                | 4                | 9.               |
| 1970.  | Утакмица за 3. место | 9                | 5                | 4                | 4.               |
| 1974.  | Није учествовала     | Није учествовала | Није учествовала | Није учествовала | Није учествовала |
| 1978.  | Утакмица за 3. место | 10               | 6                | 4                | 4.               |
| 1982.  | Није учествовала     | Није учествовала | Није учествовала | Није учествовала | Није учествовала |
| 1986.  | Друга фаза           | 10               | 7                | 3                | 6.               |
| 1990.  | Прва фаза            | 8                | 7                | 1                | 9.               |
| 1994.  | Није учествовала     | Није учествовала | Није учествовала | Није учествовала | Није учествовала |
| 1998.  | Четвртфинале         | 9                | 5                | 4                | 6.               |
| 2002.  | Није учествовала     | Није учествовала | Није учествовала | Није учествовала | Није учествовала |
| 2006.  | Осмина финала        | 6                | 4                | 2                | 9.               |
| 2010.  | Није учествовала     | Није учествовала | Није учествовала | Није учествовала | Није учествовала |
| 2014.  | Није учествовала     | Није учествовала | Није учествовала | Није учествовала | Није учествовала |
| 2019.  | Друга фаза           | 5                | 3                | 2                | 10.              |
| 2023.  | Четвртфинале         | 8                | 4                | 4                | 8.               |
| Укупно | —                    | 82               | 47               | 35               | —                |

### Европска првенства(38)
| Година | Домет                   | Позиција              |
| ------ | ----------------------- | --------------------- |
| 1935.  | Класификациона фаза     | 7.                    |
| 1937.  | Финале                  |                       |
| 1939.  | Бергеров систем         | 6.                    |
| 1946.  | Финале                  |                       |
| 1947.  | Класификациона фаза     | 9.                    |
| 1949.  | Није се квалификовала   | Није се квалификовала |
| 1951.  | Утакмица за 5. место    | 5.                    |
| 1953.  | Завршна фаза            | 7.                    |
| 1955.  | Завршна фаза            | 6.                    |
| 1957.  | Класификациона фаза     | 10.                   |
| 1959.  | Класификациона фаза     | 10.                   |
| 1961.  | Није се квалификовала   | Није се квалификовала |
| 1963.  | Утакмица за 11. место   | 12.                   |
| 1965.  | Утакмица за треће место | 4.                    |
| 1967.  | Утакмица за 7. место    | 7.                    |
| 1969.  | Утакмица за 5. место    | 6.                    |
| 1971.  | Утакмица за треће место |                       |
| 1973.  | Утакмица за 5. место    | 5.                    |
| 1975.  | Завршна фаза            |                       |
| 1977.  | Утакмица за треће место | 4.                    |
| 1979.  | Завршна фаза            | 5.                    |
| 1981.  | Завршна фаза            | 5.                    |
| 1983.  | Финале                  |                       |
| 1985.  | Утакмица за треће место |                       |
| 1987.  | Четвртфинале            | 5.                    |
| 1989.  | Утакмица за треће место | 4.                    |
| 1991.  | Финале                  |                       |
| 1993.  | Друга фаза              | 9.                    |
| 1995.  | Четвртфинале            | 5.                    |
| 1997.  | Финале                  |                       |
| 1999.  | Финале                  |                       |
| 2001.  | Борба за четвртфинале   | 11.                   |
| 2003.  | Утакмица за треће место |                       |
| 2005.  | Борба за четвртфинале   | 9.                    |
| 2007.  | Друга фаза              | 9.                    |
| 2009.  | Није се квалификовала   | Није се квалификовала |
| 2011.  | Прва фаза               | 17.                   |
| 2013.  | Четвртфинале            | 8.                    |
| 2015.  | Четвртфинале            | 6.                    |
| 2017.  | Четвртфинале            | 7.                    |
| 2022.  | Четвртфинале            | 7.                    |

## Појединачни успеси
- Идеални тим Светског првенства:
  - Симоне Фонтекио (2023)

- Најкориснији играч Европског првенства:
  - Грегор Фучка (1999)

- Идеални тим Европског првенства:
  - Нандо Ђентиле (1991)
  - Карлтон Мајерс (1999)
  - Андреа Менегин (1999)
  - Грегор Фучка (1999)